# Incheon Football Stadium
Incheon Football Stadium (hangul: 인천축구전용경기장) är en fotbollsarena i Incheon, Sydkorea. Arenan är hemmaplan för Incheon United FC i K League Classic och den tar 20 891 åskådare.
Arenan började byggas år 2008. Fotbollsklubben Incheon United flyttade dit från Incheon Munhak Stadium inför säsongen 2012. Den invigdes den 11 mars 2012 när Incheon spelade mot Suwon Samsung Bluewings. Arenan användes under fotbollsturneringen vid Asiatiska spelen 2014.